# Präsidentschaftswahl in Indien 1952

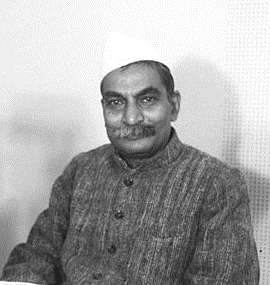
Rajendra Prasad (1947)

Die Präsidentschaftswahl in Indien 1952 war die erste Wahl des Staatspräsidenten in Indien und fand am 2. Mai 1952 statt. Mit großer Mehrheit wurde der Kandidat der Kongresspartei Rajendra Prasad gewählt.

## Vorgeschichte und Wahlmodus
| Bundesstaat       | Stimmgewicht |
| ----------------- | ------------ |
| Assam             | 79           |
| Bihar             | 119          |
| Bombay            | 104          |
| Madhya Pradesh    | 90           |
| Madras            | 145          |
| Orissa            | 103          |
| Punjab            | 100          |
| Uttar Pradesh     | 143          |
| Westbengalen      | 102          |
| Hyderabad         | 101          |
| Jammu und Kashmir | 59           |
| Madhya Bharat     | 79           |
| Mysore            | 81           |
| P.E.P.S.U         | 55           |
| Rajasthan         | 92           |
| Saurashtra        | 66           |
| Travancore-Cochin | 79           |
| Ajmer             | 24           |
| Bhopal            | 28           |
| Coorg             | 7            |
| Delhi             | 31           |
| Himachal Pradesh  | 30           |
| Vindhya Pradesh   | 65           |

Nach der Unabhängigkeit von der britischen Kolonialherrschaft am 15. August 1947 war zunächst der britische Monarch Georg VI. indisches Staatsoberhaupt geblieben. Am 26. Januar 1950 trat die neu ausgearbeitete Verfassung Indiens in Kraft, die das Land zu einer Republik erklärte. Das Staatsoberhaupt sollte nach Artikel 55 der Verfassung ein indirekt gewählter Staatspräsident sein. Als Wahlgremium sah die Verfassung ein Wahlkollegium (Electoral College) vor, das sich vom Stimmengewicht her je zur Hälfte aus den Abgeordneten des gesamtindischen Parlaments (Lok Sabha und Rajya Sabha), und den Abgeordneten aller damals 25 indischen Bundesstaaten zusammensetzte.
Die Ankündigung der Wahl erfolgte am 4. April 1952, Wahlkandidaten-Vorschläge konnten bis zum 12. April eingereicht werden und die eigentliche Wahl fand am 2. Mai 1952 statt. Im Wahlkollegium wahlberechtigt waren:
- 489 gewählte Lok Sabha-Abgeordnete
- 204 gewählte Rajya Sabha-Abgeordnete
- 3363 Abgeordnete der Parlamente der Bundesstaaten

Das Wahlkollegium setzte sich damit formal aus 4056 Parlamentsabgeordneten zusammen. Das relative Stimmgewicht der Lok Sabha- und Rajya Sabha-Abgeordneten betrug 494, das relative Stimmgewicht der Abgeordneten aus den 25 Parlamenten der Bundesstaaten lag zwischen 7 (Coorg) und 143 (Uttar Pradesh). Die Stimmgewichte wurden auf der Basis der Volkszählung von 1951 ermittelt.

## Wahlergebnis
Kandidat der Kongresspartei war der ehemalige Minister Rajendra Prasad. Sein Hauptgegenkandidat war der parteilose K. T. Shah, ein Ökonom aus Bombay, der von der Kommunistischen Partei und der Sikh-Partei Akali Dal unterstützt wurde. 3.480 (86 %) Parlamentarier beteiligten sich an der Abstimmung. 2.357 Abgeordnete aus den Bundesstaaten und 530 Abgeordnete aus Lok Sabha und Rajya Sabha stimmten für Prasad. Für Shah stimmten 478 bzw. 83 Abgeordnete. Für die anderen 3 Kandidaten stimmten zusammengenommen 23 Abgeordnete aus den Bundesstaaten und 6 aus dem indischen Parlament. 73 Stimmzettel wurden als ungültig gewertet.
Die Wahl ergab folgendes Ergebnis:
| Kandidat                 | Abgegebene gewichtete Stimmen | In Prozent |
| ------------------------ | ----------------------------- | ---------- |
| Rajendra Prasad          | 507.400                       | 83,8       |
| K.T. Shah                | 92.827                        | 15,3       |
| Thatte Lakshman Ganesh   | 2,672                         | 0,4        |
| Hari Ram                 | 1,954                         | 0,3        |
| Krishna Kumar Chatterjee | 533                           | 0,1        |
| Gesamt                   | 605.386                       | 100        |

Rajendra Prasad wurde zum Wahlsieger erklärt und das Wahlergebnis wurde am 6. Mai 1952 veröffentlicht. Am 13. Mai 1952 wurde er als erster Präsident Indiens vereidigt.